# Picus
A Picus a madarak (Aves) osztályának harkályalakúak (Piciformes) rendjébe, ezen belül a harkályfélék (Picidae) családjába tartozó nem.
Családjának a típusneme.

## Nevük
A Picus taxonnév a latin nyelvből ered, és jelentése egyszerűen: „harkály”.

## Előfordulásuk
A Picus-fajok előfordulási területe Európa, Ázsia és Észak-Afrika.

## Megjelenésük
A nagyobb testű harkályfélék egy csoportja; közös jellemzőjük a zöld vagy zöldes háti testrészük.

## Életmódjuk
Élőhelyül az erdőket és ligeterdőket választották. Ezek a madarak, főleg rovarevők; néhányuk a hangyák és termeszek zsákmányolására specializálódott. Néhány faj gyümölcsökkel és más madarak tojásaival egészíti ki az étlapját. A táplálékát gyors nyelvmozgásokkal kapja el; a nyelvet ragadós nyál borítja. Más harkályoktól eltérően, gyakran a talajon keresik táplálékukat.

## Szaporodásuk
A fészket a fák odvaiba rakják. A fehér tojások forgácsokon fekszenek, vagyis azokkal van kibélelve az odú.

## Rendszerezés
A nembe az alábbi 15 faj tartozik:
- japán küllő (Picus awokera) Temminck, 1836[2]
- hamvas küllő (Picus canus) Gmelin, 1788[3]
- Picus chlorolophus (Vieillot, 1818)[4]
- Picus dedemi van Oort, 1911[5] - korábban azonosnak tartották a hamvas küllővel
- Picus erythropygius (Elliot, 1865)[6]
- Picus guerini Malherbe, 1849[7] - korábban azonosnak tartották a hamvas küllővel
- Picus puniceus Horsfield, 1821[8]
- Picus rabieri (Oustalet, 1898)[9]
- Picus sharpei (Saunders, 1872)[10][11] - korábban a zöld küllő alfajának vélték
- Picus squamatus Vigors, 1831[12]
- atlaszi küllő (Picus vaillantii) Malherbe, 1847[13]
- Picus viridanus Blyth, 1843[14]
- zöld küllő (Picus viridis) Linnaeus, 1758[15] - típusfaj[16]
- Picus vittatus Vieillot, 1818[17]
- Picus xanthopygaeus (J. E. Gray & G. R. Gray, 1847)[18]

### Fordítás
- Ez a szócikk részben vagy egészben  a   Picus (genus) című angol Wikipédia-szócikk ezen változatának fordításán alapul.  Az eredeti cikk szerkesztőit annak laptörténete sorolja fel. Ez a jelzés csupán a megfogalmazás eredetét és a szerzői jogokat jelzi, nem szolgál a cikkben szereplő információk forrásmegjelöléseként.